# 北越谷站

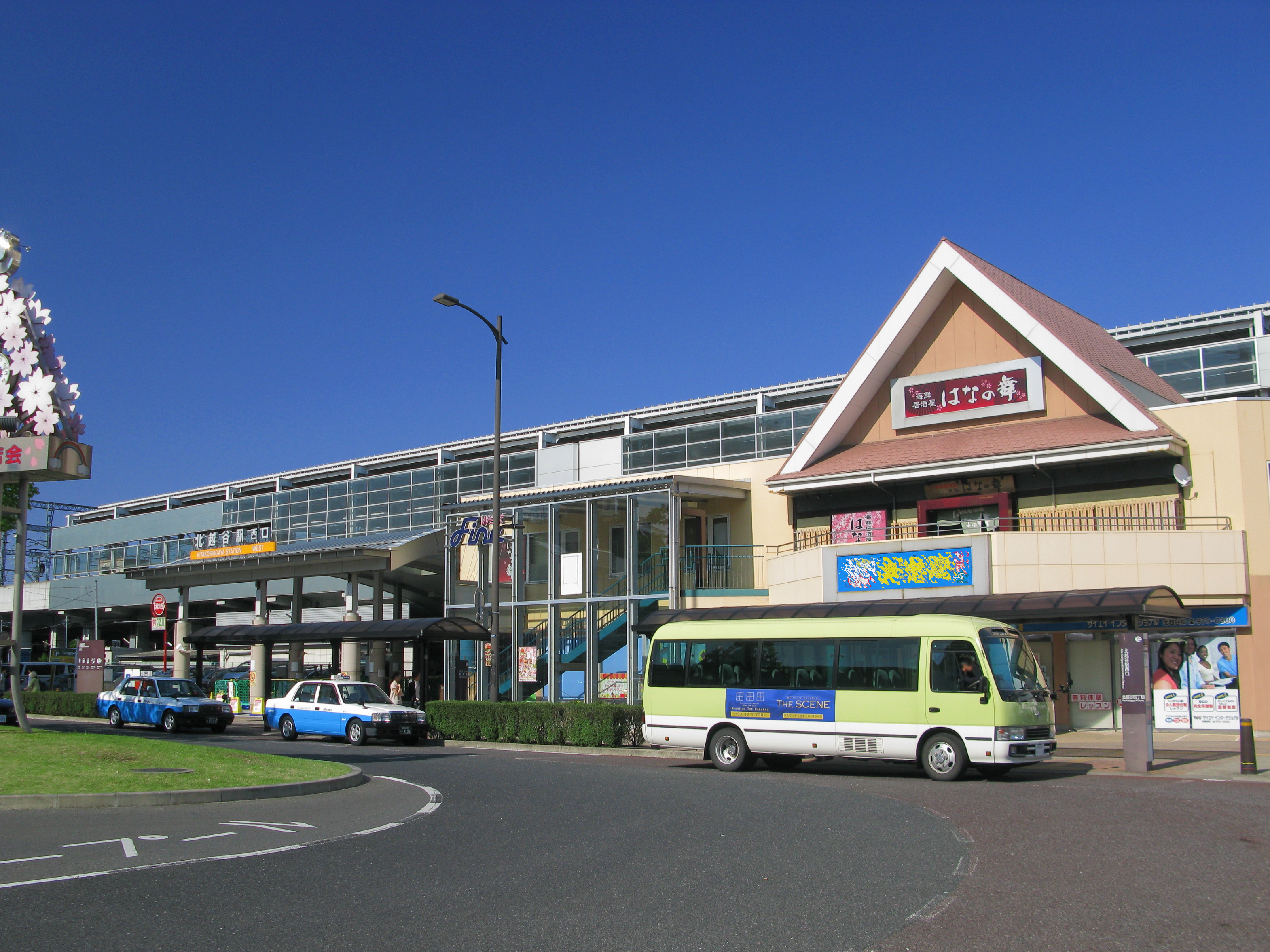
西口（2012年5月）

北越谷站（日语：／ Kita-koshigaya eki */?）是位於日本埼玉縣越谷市大澤，屬於東武鐵道伊勢崎線（東武晴空塔線）的鐵路車站。車站編號是TS 22。

## 概要
本站是從北千住站開始的複複線區間終點，也是高架化的終點。其中下行急行線從西新井站至竹之塚站間開始高架化，其他3線則是從竹之塚站至谷塚站間開始高架化。在開始與日比谷線開始相互直通運轉時，當時直通列車是以本站為終點站。之後才延長至北春日部站、東武動物公園站與日光線南栗橋站，不過現行班表的早晨傍晚時段仍有許多本站起訖的班次。
2013年3月15日以前，白天時段的日比谷線直通列車有一半以本站為終點，並與後續的區間準急接續。16日起，直通運轉區間延長至南栗橋站，白天時段1小時改為6班（東武動物公園起訖4班，南栗橋起訖2班），廢除本站起訖班次。因此白天時段往北千住、淺草方向的班次減少。

## 歷史
本站最初名為越谷站，是東武伊勢崎線開通時設置的車站之一，也是當時宿場町南埼玉郡越谷町的最近車站。1919年，本站南方的越谷站（現在的越谷站）開業，本站以所在町名（南埼玉郡大澤町）改名為武州大澤站。接著1954年越谷町、大澤町等合併為越谷町後，1956年更名為北越谷站。
開業時的站房設有貴賓室，供皇族來到埼玉鴨場時使用。之後1962年開始與帝都高速度交通營團（現東京地下鐵）日比谷線直通運轉，本站改建成東武鐵道首座跨站式站房，並開設西口。1999年改建為高架車站，2001年本站至越谷站完成複複線化。

### 年表
- 1899年8月27日：越谷站開業。
- 1919年11月20日：改稱武州大澤站[3]。
- 1956年12月1日：改稱北越谷站。
- 1962年（昭和37年） 5月31日：日比谷線北千住 - 人形町通車，本站開始相互直通運轉。
- 1997年（平成9年）3月25日：至越谷完成高架複複線化，除早晨、深夜以外的本站起訖列車改至越谷起訖。
- 1998年（平成10年）9月11日：上行線高架化。
- 1999年（平成11年）9月9日：下行線高架化。設置自動驗票閘門。
- 2001年（平成13年）3月28日：高架複複線化完工，越谷起訖列車全部改為本站起訖[2]。
- 2003年（平成15年）3月19日：開始與半藏門線、東急田園都市線直通運轉，增加本站起訖直通半藏門線的區間準急列車。
- 2006年（平成18年）3月18日：上述的區間準急改為準急，新設淺草至本站的區間準急列車。
- 2011年（平成23年）12月8日：導入發車音樂。
- 2019年（平成31年）3月1日：設置候車室。

## 車站結構

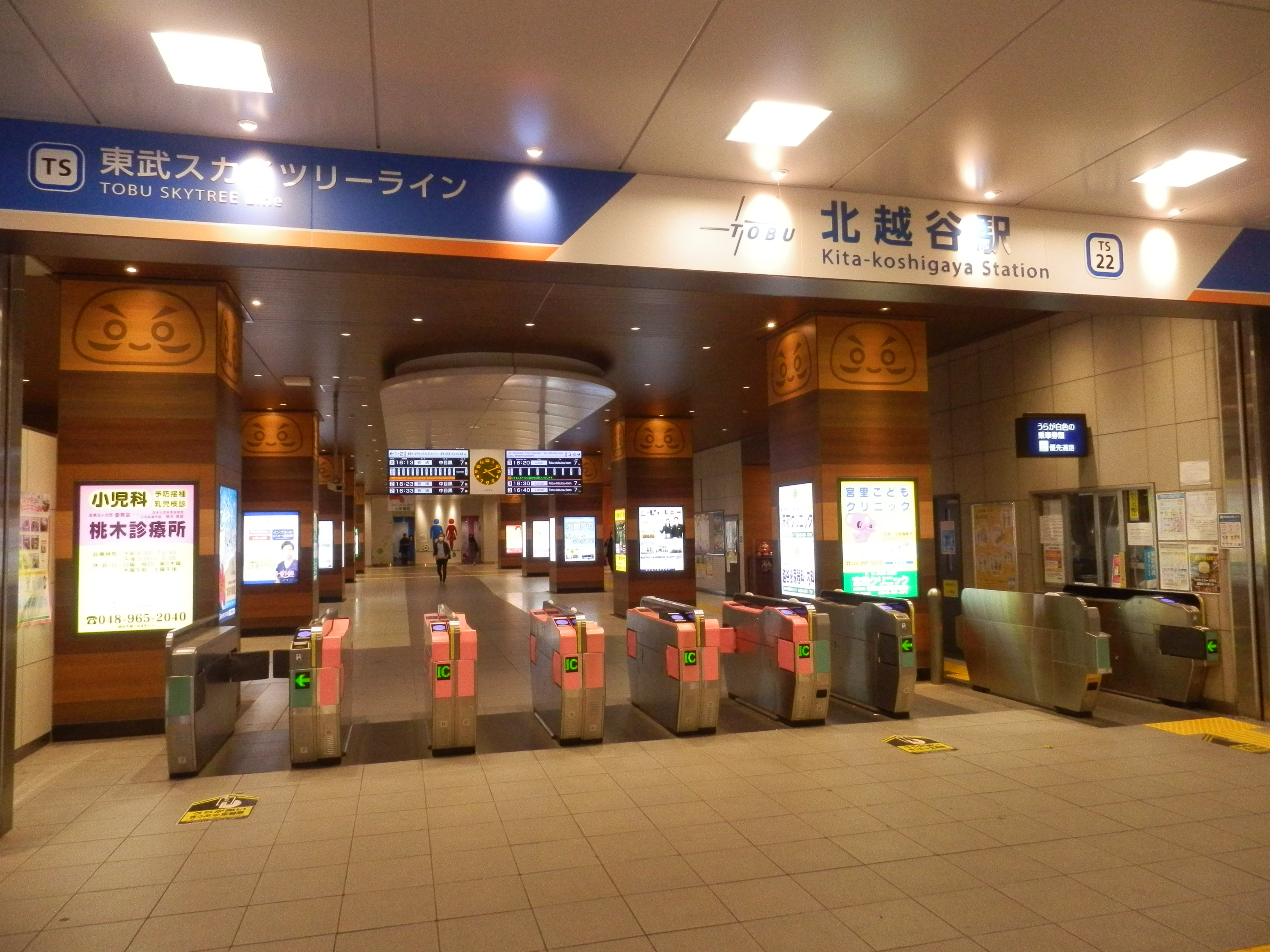
驗票口（2020年11月）

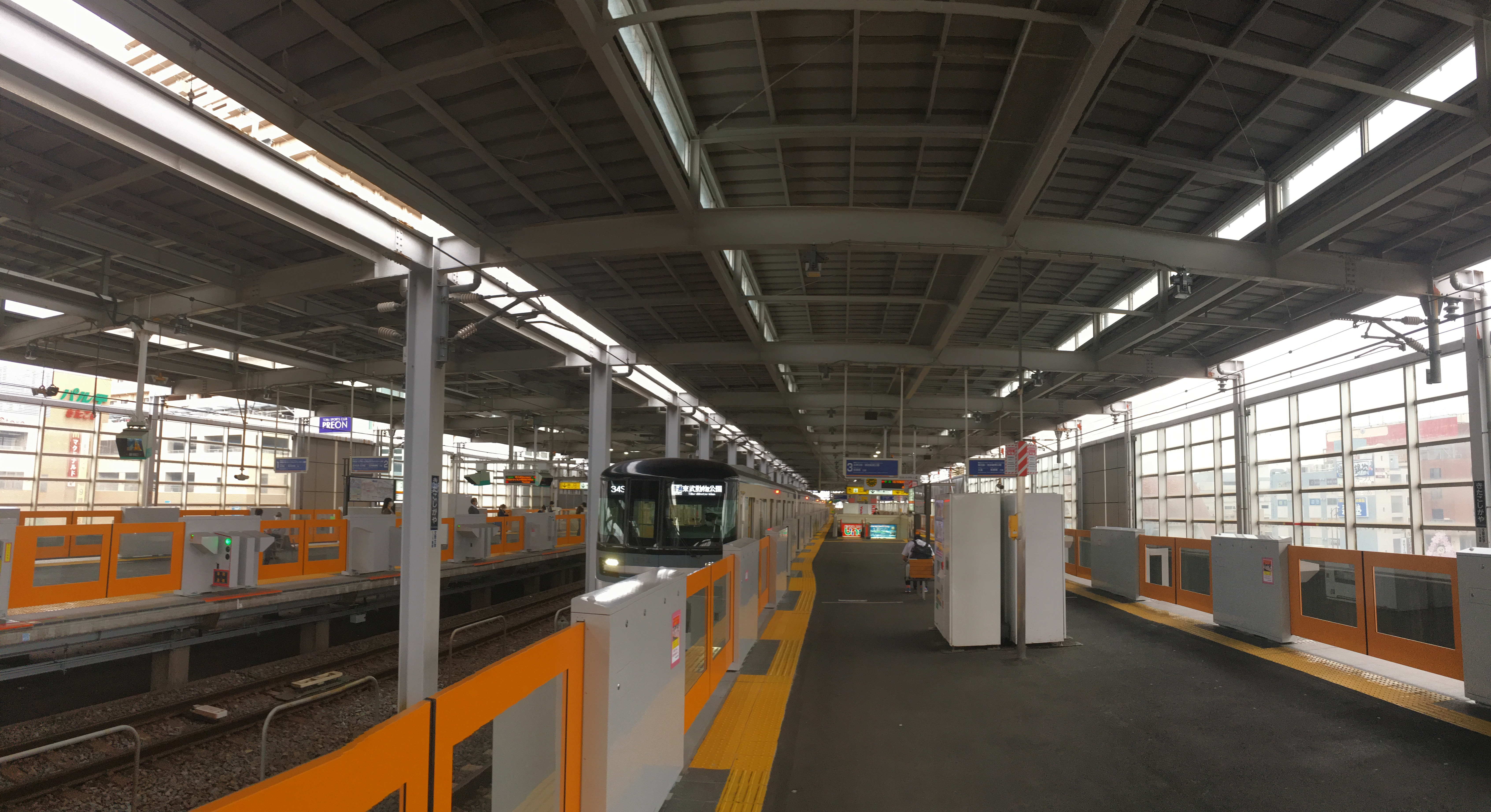
月台（2020年11月）

本站是島式月台2面4線高架車站。車站北側有轉向線，供日比谷線直通列車折返與夜間電車留置使用。早晨傍晚時段的半藏門線、東急田園都市線直通準急列車會停靠本站，因此月台有效長度可容納10輛編組。預計2020年度以前完成月台門設置。
早晨傍晚時段的準急、區間準急列車使用急行線月台的1號與4號線。除此之外，使用急行線的車種都不停本站，因此沒有準急和區間準急運行的白天時段，1號與4號線皆4沒有列車停靠。
2013年3月15日以前，8點時段本站始發往長津田的上行準急在緩行線月台發車。2009年6月以前，6點後本站始發往東武動物公園下行普通列車在急行線月台4號線發車。
站內位於彎道上，通過本站的列車限制速度在90km/h。越谷站方向的上行線緩行線有橫渡線可轉入急行線，下行線急行線也有有橫渡線轉入緩行線。高架化以前，本站與北春日部站一樣是外側有通過線的島式月台構造。高架工程期間的站房設於東口側，往西口方向須先出東口後在經地下通道前往。

### 月台配置
| 月台 | 路線         | 方向 | 軌道   | 目的地                                                                     |
| ---- | ------------ | ---- | ------ | -------------------------------------------------------------------------- |
| 1    | 東武晴空塔線 | 上行 | 急行線 | 新越谷、北千住、東京晴空塔、淺草、 半藏門線 澀谷、 田園都市線 中央林間方向 |
| 2    | 東武晴空塔線 | 上行 | 緩行線 | 新越谷、北千住、東京晴空塔、淺草、 日比谷線 中目黑方向                     |
| 3    | 東武晴空塔線 | 下行 | 緩行線 | 北春日部、東武動物公園、 日光線 南栗橋方向                                 |
| 4    | 東武晴空塔線 | 下行 | 急行線 | 春日部、東武動物公園、 伊勢崎線 久喜、 日光線 南栗橋方向                   |

#### 配線圖
| ← 淺草、中央林間 、中目黑 方向 | 東武鐵道北越谷站 鐵道配線略圖 | → 東武動物公園 、南栗橋、久喜 方向 |
| 图例 参考文献：*               |                               |                                    |

## 使用情況
2017年度1日平均上下車人次為53,828人。伊勢崎線車站當中排行第10位，在急行通過站中僅次於竹之塚站、獨協大學前站位居第3位。
近年1日平均上下車人次以及上車人次的推移如下表。
| 年度               | 1日平均 上下車人次 | 1日平均 上車人次 |
| ------------------ | ------------------ | ---------------- |
| 1901年（明治34年） | 615                |                  |
| 1960年（昭和35年） | 3,513              | 1,756            |
| 1965年（昭和40年） | 9,884              | 4,940            |
| 1970年（昭和45年） | 21,401             | 10,700           |
| 1975年（昭和50年） | 31,211             | 15,605           |
| 1980年（昭和55年） | 34,709             | 17,355           |
| 1981年（昭和56年） |                    | 17,376           |
| 1982年（昭和57年） |                    | 17,243           |
| 1983年（昭和58年） |                    | 17,652           |
| 1984年（昭和59年） |                    | 18,232           |
| 1985年（昭和60年） | 37,496             | 18,749           |
| 1986年（昭和61年） |                    | 19,591           |
| 1987年（昭和62年） |                    | 20,526           |
| 1988年（昭和63年） |                    | 21,675           |
| 1989年（平成元年） |                    | 22,588           |
| 1990年（平成02年） | 47,478             | 23,534           |
| 1991年（平成03年） |                    | 24,325           |
| 1992年（平成04年） |                    | 24,744           |
| 1993年（平成05年） |                    | 25,030           |
| 1994年（平成06年） |                    | 24,999           |
| 1995年（平成07年） |                    | 25,132           |
| 1996年（平成08年） |                    | 24,622           |
| 1997年（平成09年） |                    | 23,880           |
| 1998年（平成10年） | 47,512             | 23,728           |
| 1999年（平成11年） | 46,377             | 23,198           |
| 2000年（平成12年） | 46,505             | 23,332           |
| 2001年（平成13年） | 47,698             | 24,066           |
| 2002年（平成14年） | 47,859             | 24,170           |
| 2003年（平成15年） | 48,313             | 24,467           |
| 2004年（平成16年） | 49,240             | 24,984           |
| 2005年（平成17年） | 49,916             | 25,327           |
| 2006年（平成18年） | 50,734             | 25,704           |
| 2007年（平成19年） | 51,783             | 26,216           |
| 2008年（平成20年） | 52,765             | 26,592           |
| 2009年（平成21年） | 52,467             | 26,417           |
| 2010年（平成22年） | 51,937             | 26,117           |
| 2011年（平成23年） | 51,497             | 25,771           |
| 2012年（平成24年） | 52,426             | 26,176           |
| 2013年（平成25年） | 53,290             | 26,613           |
| 2014年（平成26年） | 52,745             | 26,343           |
| 2015年（平成27年） | 54,022             | 26,979           |
| 2016年（平成28年） | 53,940             | 26,961           |
| 2017年（平成29年） | 53,828             |                  |

## 車站周邊

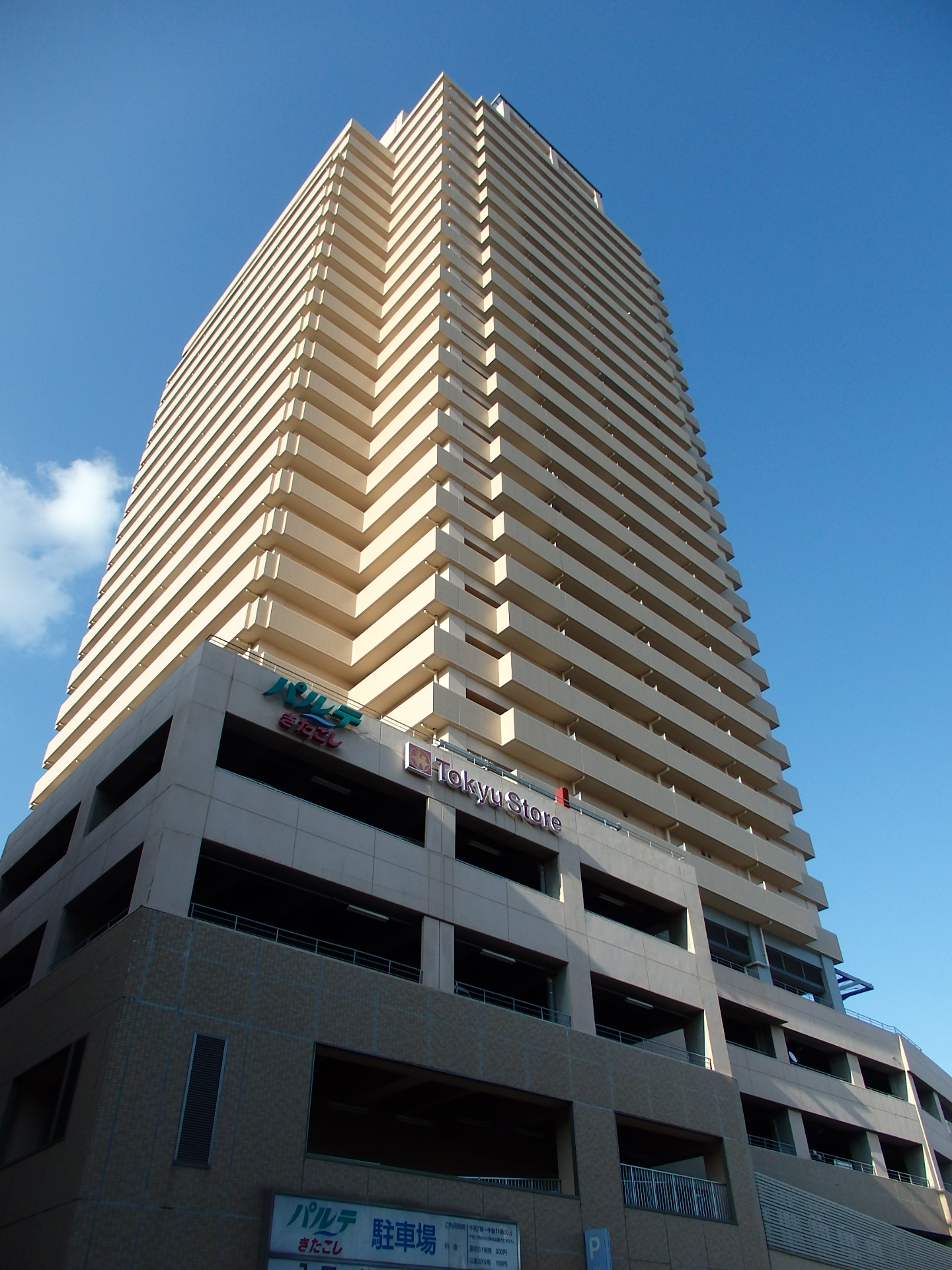
PARTE北越谷

### 東口
- PARTE北越谷
  - 北越谷東急store（日语：東急ストア）
  - 大創百貨
  - 越谷市男女共同參與支援中心「HOT越谷」
- giga Mart（日语：ギガマート）北越谷店
- 東武運動俱樂部（日语：東武スポーツクラブ）PREON北越谷
- 埼玉縣立越谷高等學校（日语：埼玉県立越ヶ谷高等学校）
- 越谷久伊豆神社（日语：久伊豆神社 (越谷市)）
- 香取神社
- 越谷市消防本部（日语：越谷市消防本部）
- 越谷郵便局（日语：越谷郵便局）
  - 郵貯銀行越谷店
- 北越谷站東口郵便局
- 埼玉里索那銀行北越谷支店
- 足立成和信用金庫（日语：足立成和信用金庫）北越谷支店
- 足利銀行越谷支店
- 越谷市立第一體育館、第二體育館
- 埼玉縣道49號足立越谷線（日语：東京都道・埼玉県道49号足立越谷線）（日光街道）

### 西口
- 越谷警察署（日语：越谷警察署）北越谷站前交番
- 文教大學越谷校區
- LIFE（日语：ライフコーポレーション）越谷店
- 上新電機KIDS LAND越谷店
- 宮內廳埼玉鴨場（日语：埼玉鴨場）
- 灰斑鳩水上公園（日语：しらこばと水上公園）（利用直行巴士）
- 越谷梅林公園（日语：越谷梅林公園）
- 北越谷站前郵便局
- 東京東信用金庫（日语：東京東信用金庫）大袋支店北越谷出張所

## 路線巴士

### 東口
| 乘車處   | 乘車處 | 系統                                       | 主要行經地                                 | 目的地                 | 運行業者       | 備註                  |
| -------- | ------ | ------------------------------------------ | ------------------------------------------ | ---------------------- | -------------- | --------------------- |
| 北越谷站 | 1      |                                            | 花田三丁目、赤岩入口、夢見野東             | Ellora                 | 茨城急行自動車 |                       |
| 北越谷站 | 2      |                                            | 鷺高第二公園                               | 老人福祉中心（楠木莊） | 茨城急行自動車 |                       |
| 北越谷站 | 2      |                                            | 花田一丁目、彌榮一丁目、大里（逆時針方向） | 北越谷站               | 朝日自動車     | 彌榮團地循環 14時以前 |
| 北越谷站 | 2      | 大里、彌榮一丁目、花田一丁目（順時針方向） | 北越谷站                                   | 彌榮團地循環 14時以後  | 朝日自動車     |                       |
| 北越谷站 | 3      |                                            | 赤岩入口、松伏、中野台                     | 野田市站               | 茨城急行自動車 |                       |
| 北越谷站 | 3      | 赤岩入口、松伏                             | 大正大學入口                               |                        | 茨城急行自動車 |                       |
| 北越谷站 | 3      | 赤岩入口、松伏                             | 東埼玉Technopolis南                        |                        | 茨城急行自動車 |                       |
| 北越谷站 | 3      | 赤岩入口、松伏                             | 松伏給食中心微笑                           |                        | 茨城急行自動車 |                       |
| 北越谷站 | 3      | 赤岩入口、松伏                             | 松伏綠之丘公園                             | 早晨傍晚運行           | 茨城急行自動車 |                       |
| 北越谷站 | 3      | 大澤四丁目、赤岩入口、松伏、中野台         | 野田市站                                   |                        | 茨城急行自動車 |                       |
| 北越谷站 | 3      | 大澤四丁目、赤岩入口、松伏、下町           | 野田市站                                   | 1日1班                 | 茨城急行自動車 |                       |
| 北越谷站 | 4      |                                            | 大澤四丁目、赤岩入口、下赤岩               | 吉川站北口             | 茨城急行自動車 | 平日早晨1班           |

- 上野站、北千住站發出的深夜急行巴士停靠東口。

### 西口
西口沒有定期路線巴士。
- 東武巴士中央、朝日自動車（日语：朝日自動車） - 埼玉2002體育場直行巴士（比賽日（部分除外）運行）
- 朝日自動車 - 灰斑鳩水上公園（日语：しらこばと水上公園）直行巴士（夏季運行）

## 相鄰車站
東武鐵道
 東武晴空塔線
■急行、■區間急行
通過
■準急、■區間準急、■普通
越谷（TS 21）－北越谷（TS 22）－大袋（TS 23）

## 外部連結
- 北越谷（車站資訊） - 東武鐵道